# White Horse (Dacota do Sul)
White Horse é uma Região censo-designada localizada no estado norte-americano de Dakota do Sul, no Condado de Todd.

## Demografia
Segundo o censo norte-americano de 2000, a sua população era de 180 habitantes.

## Geografia
De acordo com o United States Census Bureau tem uma área de
8,3 km², dos quais 8,2 km² cobertos por terra e 0,1 km² cobertos por água.

## Localidades na vizinhança
O diagrama seguinte representa as localidades num raio de 24 km ao redor de White Horse.